# Montegrosso d’Asti
Montegrosso d’Asti (piemontiul: Mongròss) település Olaszországban, Piemont régióban, Asti megyében. Lakosainak száma 2311 fő (2023. január 1.). Montegrosso d’Asti Agliano, Costigliole d’Asti, Mombercelli, Vigliano d’Asti, Castelnuovo Calcea, Montaldo Scarampi, Rocca d’Arazzo, Isola d’Asti és Asti községekkel határos.

## Népesség
A település lakossága az elmúlt években az alábbi módon változott:
| Lakosok száma | 2332 | 2338 | 2311 |
|               | 2017 | 2018 | 2023 |